# Ксібет-ель-Медіуні
Ксібет-ель-Медіуні (араб. قصيبة المديوني) — місто в Тунісі у регіоні Сахель. Входить до складу вілаєту Монастір. Станом на 2004 рік тут проживало 10 529 осіб.
| Туніс | Це незавершена стаття з географії Тунісу. Ви можете допомогти проєкту, виправивши або дописавши її. |